# Fazekas Csaba (filmrendező)
Fazekas Csaba (Tapolca, 1973. augusztus 26. –) magyar televíziós- és filmrendező, forgatókönyvíró.

## Életpályája
Édesapja Fazekas János. A Miskolci Egyetemen jogot hallgatott, majd beiratkozott egy budapesti színitanodába. A főiskola előtt a Magyar Televíziónál is dolgozott. 1995–1999 között a Színház- és Filmművészeti Főiskola adásrendező szakos hallgatója volt. Első nagyjátékfilmje a 2003-ban forgatott Boldog születésnapot! című film volt. Reklámfilmek forgatásával, valamit forgatókönyvírással is foglalkozik.

## Filmes és televíziós rendezései, forgatókönyvírói munkái
- Valaki kopog (2000)
- Boldog születésnapot! (2003)
- Swing (2014)
- Bogaras szülők (2018)
- 200 első randi (2019)
- Doktor Balaton (2020–2021)
- Hotel Margaret (2022)
- A renitens (2024)